# Модерна жена
Модерна жена је трећи студијски албум хрватске поп певачице Јелене Розге. Објављен је 16. децембра 2016. Модерна жена је двоструки албум, први диск садржи новије песме, док други диск садржи песме које је Розга објавила у периоду од 2011. до 2014. године.
Рад на албуму Модерна жена почео је 2013. године. За разлику од својих претходних албума, Модерна жена је музички разнолика и укључује неколико музичких елемената, од традиционалне далматинске и балканске народне музике до електронске денс музике, модерног попа и репа. Песме на албуму су обележене феминистичким призвуком, а већина песама говори о искуствима протагонисткиње са љубављу. Критички гледано, албум је добро прихваћен од стране јавности и музичких критичара који су похвалили звучну разноликост.
Модерна жена је постигла значајан комерцијални успех, заузевши прво место на листи хрватских албума одмах по објављивању. Потом је на тој позицији провео укупно 17 недеља, три месеца након објављивања, постао је трећи соло студијски албум који је постигао такав подвиг. У оквиру промоције албума, Розга је 26. јануара 2017. одржала журку слушања и кренула на малу регионалну турнеју. Поред тога, са албума су објављена четири сингла, укључујући главни сингл „ Писмо-глава “ и насловну песму 2016. године и „Жилети“ и „ Не пијем, не пушим “ 2017. године. Албум је номинован за најбољи поп албум на додели Порина 2017. Појавио се као најпродаванији албум у Хрватској на крају 2017. и наведен је као један од најпродаванијих албума на Дизер-у 2018. године.

## Позадина и концепција
Розга је током интервјуа открила да ради на новим студијским албумима. У првом интервјуу за CMC, у марту 2013. године, током снимања спота иза сцене за један од њених синглова, „Нирвана“, најавила је да ће ускоро почети да ради на новом албуму. Тада је открила оквирни датум за његово објављивање крајем 2013. или почетком 2014. године, али је такође напоменула да ће требати времена да осигура квалитет албума. У марту 2014. године, у интервјуу Ин Магазину Нове ТВ, Розга је потврдила радни назив албума Афродизијак и током интервјуа за Хело магазин дала је процењени датум изласка око јуна исте године, а такође је открила да је већ је направио избор за листу нумера. Дана 10. октобра 2015, током интервјуа за магазин Хело, најавила је свој трећи студијски албум за март 2016. Коначно, током промоције сингла "Удајем се" на Радио Далмацији у фебруару 2016. открила је септембар као датум изласка. У новембру 2016. године, током фотографисања са хрватским издањем Космополитана, открила је да ће снимање албума ускоро бити завршено и да би требало да буде доступно у децембру.
На питање зашто је одабрала да албуму да назив „модерна жена“, Розга је даље елаборирала о феминистичком концепту који стоји иза његовог настанка. Дала је и своју дефиницију савремене жене као оне која је самосвесна, која не познаје препреке, борац је, даје сву своју енергију да дође до свог циља, не плаши се да уђе у нешто ново, која је јака и „подиже је главу горе у најтежим временима и иде даље“. Специфичнија циљна публика биле су жене које је албум подстицао да постану храбре, поврате оно што је њихово, покажу самопоштовање и затраже поштовање од других.

## Издање и продукција
Модерна жена је била ексклузивно доступна онлајн на Дизер-у од 7. децембра 2016. Следеће недеље је 16. децембра 2016. стављен на располагање за дигитално преузимање и у физичком облику. Као и на претходна два студијска албума Розге, Опрости мала (2006) и Бижутерија (2011), Тончи Хуљић и Вјекослава Хуљић су били главни музичари/аранжери и текстописци за све песме. Поред тога, на Модерној жени Розга је сарађивала са продуцентима Пером Козомаром и Робертом Пилепићем са којима је раније сарађивала, као и новим текстописцима попут Саше Лазића, Душана Бачића и Ивице Брнаса.
Модерна жена је двоструки албум који садржи 11 песама на првом ЦД-у и 12 песама на другом, који је уједно и бонус ЦД. Први диск албума садржао је пет песама које су објављене пре изласка албума ("Цунами", "Краљица", "Отров", "Удајем се" и "Насљедник") и шест новообјављених песама. Други диск албума, који је доступан као бонус ЦД, садржи 12 песама које су објављене као самостални синглови у периоду од 2011. до 2014. године. Други диск албума обухвата песме са два извођача, хрватским реп бендом Конект на песми "Далматинка" и далматинским традиционалним музичким саставом Клапа Ришпет на песми "Прсти заплетени".
На продукцији песама на Модерној жени, поред Ремија Казинотија, сарадници су и Борис Ђурђевић, из хрватског бенда Колонија итд. Албум је сниман у неколико студија, у Загребу, Сплиту и Београду. Као део издања, албум је укључивао и књижицу са текстовима свих песама. Омот албума је снимио фотограф Џон Павлиш.

## Музика и текстови
Звук на Модерној жени је описан као комбинација звука у време када је била певачица Магазина и звука под утицајем савремених аранжмана. Музички гледано, албум је мешавина фолк, електронске денс, далматинске и поп музике. „ Писмо-глава”, почетна нумера албума је описана као класична поп балада. Исповеда љубавна осећања протагонисткиње према њеном мушком колеги, који је према њој сумњичав. Да би одредила будућност њихове везе, она одлучује да баци новчић. Насловна песма, која је на другом месту на албуму, описана је као женска химна. Инспирисана је причом из стварног живота о жени која је оставила мужа због млађег мушкарца, а који ју је потом оставио због млађе жене. У песми, протагонисткиња изражава сумњу у старост свог следећег љубавника. Инспирација за песму дошла је након што је Хуљић прочитао читалачку исповест у једном женском часопису и препричао је својој супрузи. Следећа песма „Не пијем, не пушим“ је весела песма ужурбаног темпа, која је музички слична делу етно и фолк бенда Тончи Хуљић & Мадре Бадеса и ауторском делу певачице из њеног времена у бенду Магазин. У тексту, протагонисткиња признаје да упркос томе што не пуши, не пије нити псује, она и даље постаје плен греха љубави. Следи "Свјетла неона" коју је певачица описала као "песму за журке" која лирски говори о типу мушкарца који је потребан протагонистокњи.
По Розгиним речима, пета нумера „Жилети” је песма која говори о „судбинским играма” и осликава љубавну причу без срећног краја. Шеста нумера, жарка и емотивна балада "Рођена сам" је под утицајем далматинске музике и приказује Розгине вокалне могућности. Певачица га је посветила „свима заљубљенима, свима нама који верујемо у љубав, први пољубац, први плес, успомене, оне у прошлости и оне које долазе“. Седма нумера на албуму "Насљедник" је убрзана, полетна песма убрзаног темпа, која карактерише поп мелодија. Лирски је био посвећен "алфа" женама, које се осећају самоуверено у својој кожи и желе да "поврате оно што им је". Следећа нумера „Удајем се“ је мека поп балада.
Последње три нумере на албуму, „Цунами“, „Отров“ и „Краљица“, све претежно садрже елементе народне музике. „Цунами“ је женска химна убрзаног темпа која лирски говори о женама које не дозвољавају партнеру да вара. По сопственим речима певача, то значи „да се плеше, понекад чак и да [натера слушаоце] да стану на сто [да плешу]“. „Отров”, обележио је певачицу другу сарадњу са Душаном Бачићем после „Цунамија” која је довела до сличног звука. Њена порука била је упућена слушатељима да их позове да остану при себи и да не опросте прељубу. Певачица је „Краљицу” посветила женама које је подстицала да „сваки дан живе као краљице”. Музички гледано, то је оптимистична песма која описује заједничко искуство жена са одређеним типом кокетних мушкараца.
Бонус диск, који садржи песме које су већ објављене, садржи "Циркус", класичну поп баладу и "Нирвана" и "Окус ментола", оба под утицајем ЕДМ-а. „Далматинка“ је претежно далматинска поп нумера, а такође садржи реп елементе и текстове. "Прсти заплетени" са клапом Ришпет садржи елементе далматинске музике.

## Промоција
Три дана након изласка Модерне жене, 19. децембра 2016, Розга се појавила на две локације у Загребу, Music Shop и Cafe Bar Nova Ploča да потпише албум слушаоцима који су га купили. У клубу Јохан Франк у Загребу 26. јануара 2017. одржана је промотивна забава. Догађају је присуствовало неколико певачичиних сарадника, међу којима брачни пар Хуљић и њихова ћерка Хана, Мирослав Ћиро Блажевић, глумица Катарина Бабан, певач Јошко Чагаљ Јоле, певачицин тадашњи дечко Стјепан Хаусер, Данијела Мартиновић и Андреа Шушњара. Розга је извела песме са својих старијих албума и неколико песама Модерне жене; на сцени су јој се придружиле и Мартиновић и Шушњара у извођењу неколико песама. Догађај је похвалио новинар Јутарњег листа, који га је назвао "бриљантним".

## Списак песама
| №   | Назив              | Трајање |  |
| 1.  | Писмо-главеа       | 4:00    |  |
| 2.  | Модерна жена       | 4:07    |  |
| 3.  | Не пијем, не пушим | 3:29    |  |
| 4.  | Свијетла неона     | 3:16    |  |
| 5.  | Жилети             | 3:12    |  |
| 6.  | Рођена сам         | 4:20    |  |
| 7.  | Насљедник          | 3:46    |  |
| 8.  | Удајем се          | 4:29    |  |
| 9.  | Отров              | 3:07    |  |
| 10. | Краљица            | 3:46    |  |
| 11. | Цунами             | 3:08    |  |

| №   | Назив               | Трајање |  |
| 1.  | Размажена           | 3:45    |  |
| 2.  | Далматинка          | 4:20    |  |
| 3.  | Занемари            | 4:08    |  |
| 4.  | Соло играчица       | 3:46    |  |
| 5.  | Добитна комбинација | 3:51    |  |
| 6.  | Нирвана             | 3:46    |  |
| 7.  | Обожавам            | 3:56    |  |
| 8.  | Циркус              | 3:43    |  |
| 9.  | Прсти заплетени     | 3:52    |  |
| 10. | Окус ментола        | 4:06    |  |
| 11. | Живот је чудо       | 3:56    |  |
| 12. | Одо' ја             | 3:49    |  |

## Пријем
Модерна жена добила је углавном позитивне критике музичких критичара. Новинар Story.hr-а сматра да су њена претходна два издања углавном звучно кохезивна, а Модерна жена је стилски "еклектична" што је приписао новим сарадницима. По објављивању, неколико писаца балканске штампе сматрало је албум Розгиним „најбољим делом до сада“. CMC сматра да албум представља Розгу као „јаку, али и емотивну, меку жену која не прихвата преваре и компромисе“. Новинар Радио Далмације сматра да је албум "задовољио сва очекивања публике".
Модерна жена је номинована у категорији за најбољи поп албум на Порину 2017. Поред тога, Розга је добила још две номинације на додели Порина 2014, у категоријама хит године за песме „Далматинка“ и „Нирвана“, које су уврштене на бонус диск албума. Модерна жена је 2018. године уврштена на листу најстримованијих албума у Хрватској на онлајн сервису за стриминг музике Deezer.

## Топ листе

### Недељна листа
| Листа | Највиша позиција |
| ----- | ---------------- |
| ХДУ   | 1                |

| Листа | Највиша позиција |
| ----- | ---------------- |
| ХДУ   | 1                |

### Годишња листа
| Листа | Највиша позиција |
| ----- | ---------------- |
| ХДУ   | 1                |

## Сличности
Окус ментола - Wake me up (Avicii)